# Rödholmen
Rödholmen är en ö i Finland. Den ligger i Finska viken och i kommunen Borgå i den ekonomiska regionen  Borgå i landskapet Nyland, i den södra delen av landet. Ön ligger omkring 46 kilometer öster om Helsingfors.
Öns area är 1,7 hektar och dess största längd är 200 meter i nord-sydlig riktning. Ön höjer sig omkring 10 meter över havsytan.